# Nesticus barrowsi
Nesticus barrowsi là một loài nhện trong họ Nesticidae.
Loài này thuộc chi Nesticus. Nesticus barrowsi được Willis J. Gertsch miêu tả năm 1984.